# Пиромантия
Пиромантия (др.-греч. πυρομαντεία от др.-греч. πῦρ — огонь и μαντεία — гадание) — гадание с использованием огня, преимущественно жертвенного. Ввиду важности огня для жизни первобытного человека, вероятно, являлось одной из первых форм гадания. В Древней Греции девственницы в Парфеноне регулярно занимались пиромантией. В Древнем Китае пиромантия известна с неолита как гадание на панцирях черепах.